# Esther Adeshina
Esther Adedolapo Adeshina (* 4. Oktober 2001 in Bracknell) ist eine britische Tennisspielerin.

## Karriere
Adeshina hat mit sechs Jahren das Tennisspielen begonnen und bevorzugt Hartplätze. Sie spielt vor allem auf der  ITF Juniors World Tour und der ITF Women’s World Tennis Tour, auf der sie bislang drei Titel im Doppel gewinnen konnte.
2015 nahm sie am Les Petits As teil.
2016 gewann sie drei aufeinanderfolgende ITF-Juniorenturniere im Einzel und Doppel. Innerhalb von vier Wochen gewann Esther vom Ende Oktober die Einzelbewerbe beim ITF U18 Juniorenturnier in Dornbirn. Anschließend nahm sie am Protaras Juniorenturnier in Ayia Napa teil, bevor sie Ende November nach Liverpool zurückkehrte und das Nike Junior International ITF-Turnier gewann. 2024 erhielt sie erst als siebte Person den ITA Ann Lebedeff Leadership Award.
2017 erhielt sie eine Wildcard für das Hauptfeld des Juniorinneneinzels in Wimbledon, wo sie in der ersten Runde mit 2:6, 7:5 und 1:6 gegen Marta Paigina verlor. Im Juniorinnendoppel verlor sie mit Partnerin Gemma Heath in der ersten Runde gegen die Paarung María José Portillo Ramírez und Sofia Sewing mit 4:6 und 5:7.

### College Tennis
August 2020 bis Mai 2024 spielte Adeshina für das Damentennisteam der Tennessee Volunteers der University of Tennessee.

## Turniersiege

### Doppel
| Nr. | Datum            | Turnier  | Kategorie | Belag     | Partnerin             | Finalgegnerin                             | Ergebnis          |
| --- | ---------------- | -------- | --------- | --------- | --------------------- | ----------------------------------------- | ----------------- |
| 1.  | 26. Oktober 2024 | Monastir | ITF W15   | Hartplatz | Julia Adams           | Luisa Meyer auf der Heide Anja Wildgruber | 6:0, 7:5          |
| 2.  | 12. April 2025   | Monastir | ITF W15   | Hartplatz | Abigail Rencheli      | Josy Daems Vilma Krebs Hyllested          | 6:3, 6:74, [10:6] |
| 3.  | 5. Juli 2025     | Kayseri  | ITF W15   | Hartplatz | María Herazo González | Anastasiya Kuparev Ayline Samardžić       | 6:0, 7:63         |

## Persönliches
Esther Adedolapo Adeshina ist die Tochter von Christiana und Ade Adeshina. Sie erhielt den Dr. H. S. Hahn Tennis Scholarship Endowment und schloss 2024 ihr Studium an der University of Tennessee mit dem Bachelor in Wirtschaftswissenschaften ab.